# Stefano Raimondi
Stefano Raimondi, né le 1er janvier 1998 à Soave, est une nageur handisport italien concourant en S10. Il est multi-médaillé aux mondiaux et aux jeux paralympiques depuis 2018.

## Carrière sportive
Un accident alors qu'il conduisait un scooter lui a valu une blessure à la jambe gauche.
En 2021, il participe à ses premiers Jeux paralympiques, organisés à Tokyo, remportant la médaille d'or dans la catégorie SB9 100 m brasse le 26 août, la médaille de bronze au 100 m nage libre masculin S10 le 28 août, le 30 août l'argent. au 4x100 m nage libre hommes 34 points, le 31 août une autre médaille d'argent au 100 m papillon S10, le 2 septembre l'argent au 100 m dos S10 et le 3 septembre l'argent au 200 m quatre nages SM10 et le bronze 34 points au 4x100 m relais quatre nages. Il clôture donc ses premiers Jeux paralympiques avec un total de sept médailles.
En 2022, aux championnats du monde de Madère, au Portugal, il a remporté six médailles d'or.
En 2024, aux Jeux Paralympiques de Paris, il obtient la médaille d'or pour la deuxième édition consécutive au 100 mètres brasse SB9 et monte également sur la plus haute marche du podium au 100 mètres nage libre, au 100 mètres papillon. S10, au 200 mètres quatre nages SM10 et au relais 4x100 mètres nage libre (contribuant également à établir le record du monde sur la distance à cette dernière occasion) ; il remporte également l'argent au 100 mètres dos S10.